# Lino (fibra)

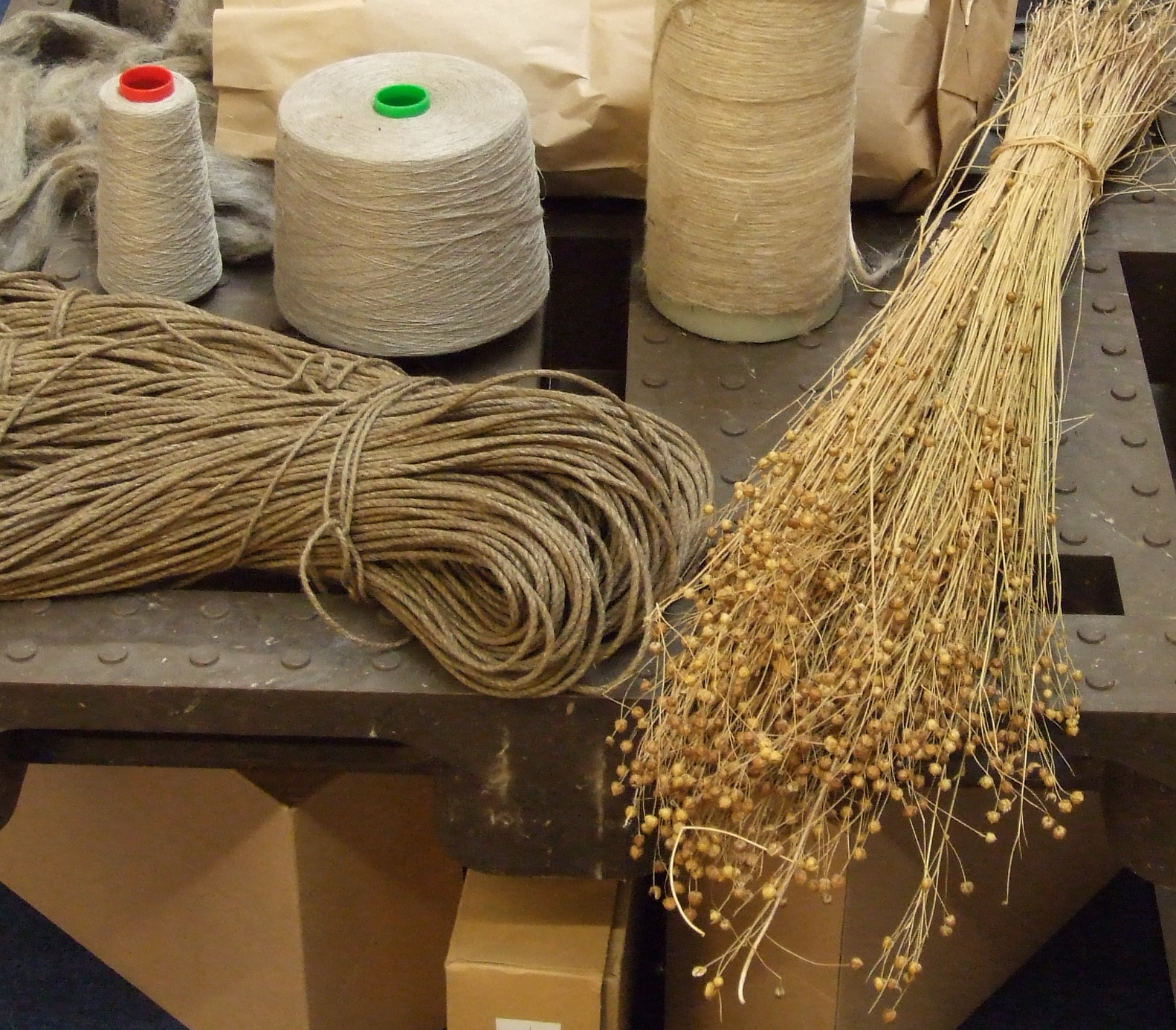
Il lino dalla pianta ai prodotti

Il lino è una fibra ricavata dal libro del Linum usitatissimum composta per circa il 70% da cellulosa.
Come tutte quelle liberiane, la fibra elementare di lino ha una lunghezza media che va dai 20 ai 30 mm. Il diametro si aggira sui 15-25 micron. La  sezione del lino è poligonale.
Il numero di fibre presenti nella corteccia di una singola pianta può variare da 20 a 50.
La fibra ha un aspetto lucido e una mano fredda e scivolosa. In presenza di umidità questa fibra la assorbe rigonfiandosi moderatamente; essendo di origine cellulosica, se bruciata produce una finissima polvere di colore nero-grigio.
Il lino ha una tenacità di circa 6-7 grammi/denaro e un tasso di ripresa del 12%. È soggetto a pieghe e grinze ed è poco allungabile.

## Aspetto al microscopio
Al microscopio ogni singola fibra è chiaramente visibile e presenta anelli orizzontali a pari distanza. Con il reattivo di Herzberg dà una colorazione rossastra.

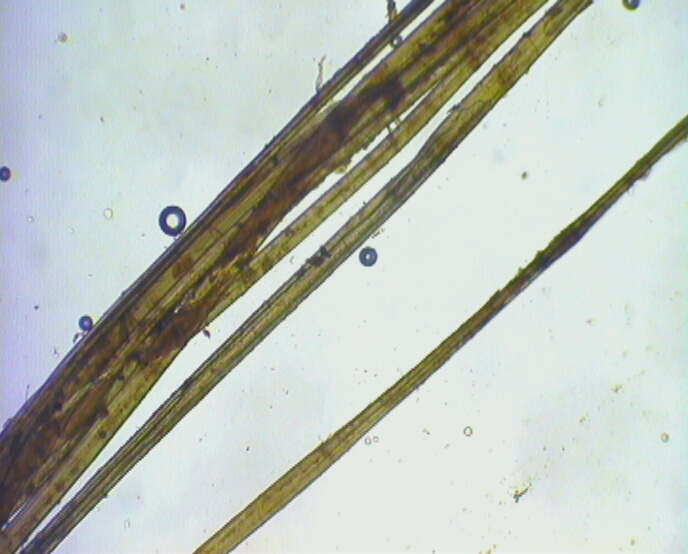
Fibra di lino vista al microscopio.

## Campi d'impiego
Le fibre del lino si ottengono dalla pianta del lino: linum usitatissimum. 
Per ricavarla, gli steli essiccati si mettono a macerare per qualche giorno in bacini d'acqua, oppure, con metodo più rapido, si sottopongono all'azione del vapore acqueo o di speciali batteri: le sostanze che legano tra loro le fibre si decompongono e si dissolvono, liberandole.
In seguito gli steli vengono essiccati e poi sottoposti alla maciullatura per mezzo di martelli detti gràmole, azionati a mano o meccanicamente, che schiacciano e frantumano la parte legnosa. L'operazione successiva è la scotolatura, che consiste nell'asportare i frantumi legnosi e separare le fibre. L'insieme di tutte queste operazioni è chiamato stigliatura.
Si arriva così al lino grezzo, che viene sottoposto alla pettinatura per separare le fibre lunghe da quelle corte e spezzate, che costituiscono la stoppa.
Il lino si classifica secondo il grado di finezza delle fibre: lini fini, che servono per filati sottili, adatti alla produzione di tele pregiate (tela batista), pizzi e merletti, lini mezzani con cui si tessono tele comuni, lini grossi per tele ordinarie.
I tessuti di lino vengono utilizzati per la confezione di biancheria per la casa (tovaglie, lenzuola, asciugamani) e per l'abbigliamento estivo sia maschile che femminile. Essendo la fibra rigida, i capi assumono un caratteristico aspetto stropicciato.
La stoppa viene usata per la fabbricazione di corda e spago e per la produzione della carta.
Tessuti di lino si adoperano nel ricamo a punto croce e in altri ricami a fili contati. Alle fibre di lino possono essere mischiate fibre di cotone, che danno al tessuto maggiore resistenza e migliore regolarità di trama.
Il lino viene ancora coltivato in modo naturale ed è eco sostenibile, ed è completamente riciclabile.

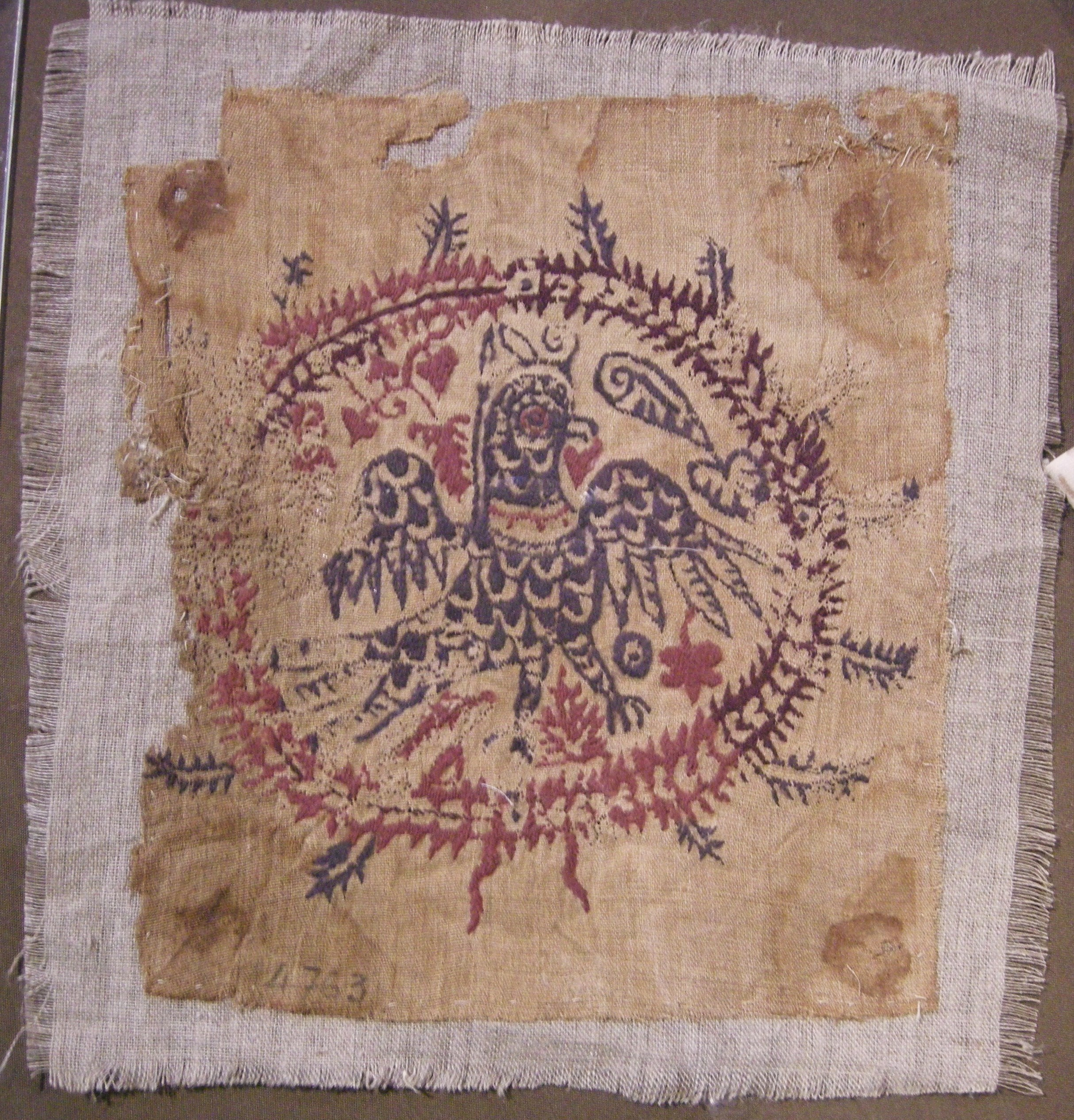
Tessuto copto lino + lana, anni 300-400. Motivo : Aquila e piante. Museo copto, Il Cairo.